# Eliot A. Cohen

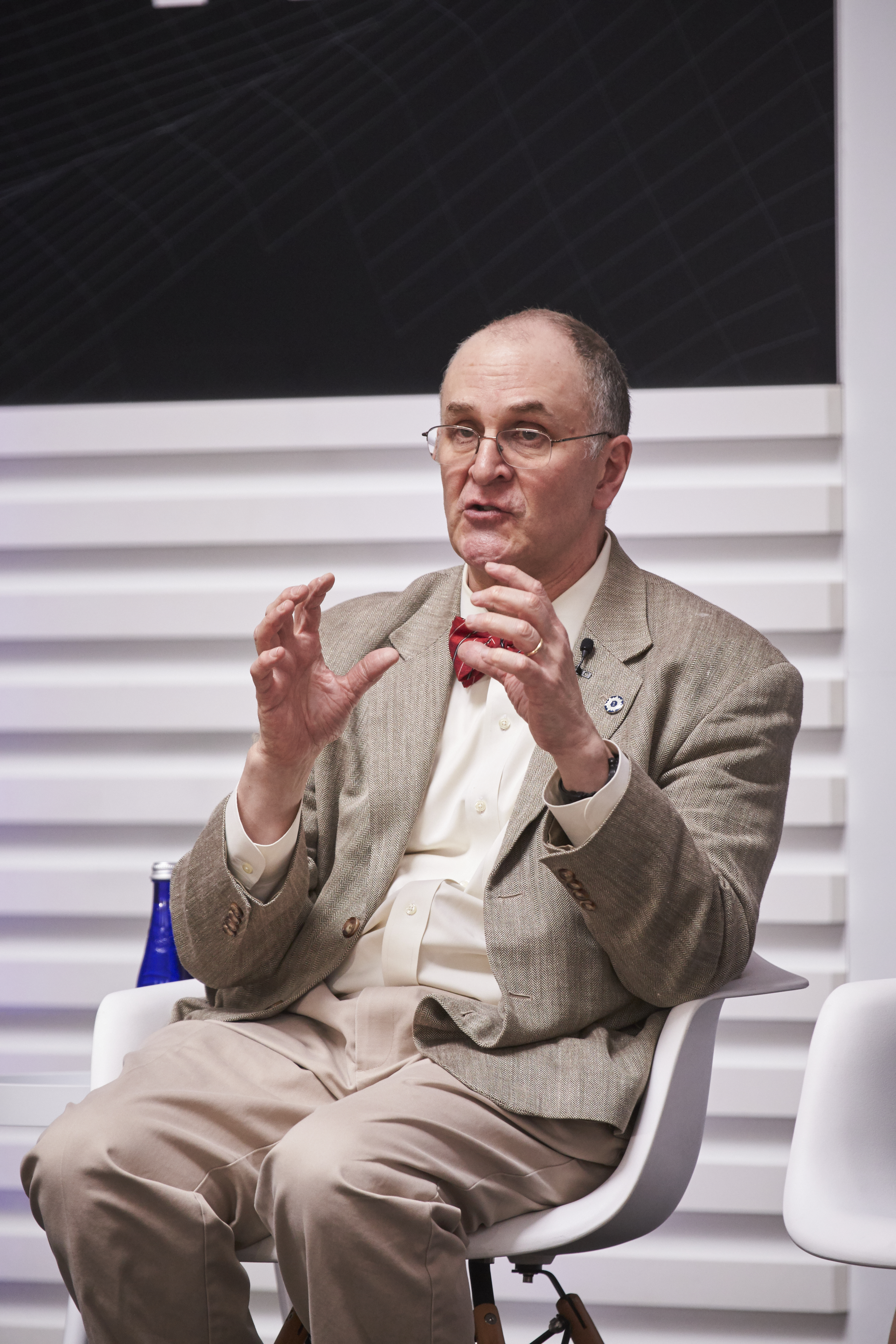
Eliot A. Cohen, vor 2019

Eliot Asher Cohen (* 3. April 1956 in Boston, Massachusetts) ist ein US-amerikanischer Politikwissenschaftler. Er ist der Robert E. Osgood Professor an der Paul H. Nitze School of Advanced International Studies (SAIS), welche Teil der Johns Hopkins University ist. Cohen ist Direktor des Strategic Studies Dezernats der SAIS und ist auf den Nahen Osten, Waffenkontrolle und die NATO spezialisiert. Er ist Mitglied des Project for the New American Century und wurde als „der einflussreichste Neokonservative der Hochschullandschaft“ bezeichnet. Von März 2007 bis Januar 2009 bekleidete er als Counselor eine der ranghöchsten Positionen im Außenministerium der Vereinigten Staaten.

## Leben
Cohen besuchte die Maimonides School in Brookline. Er machte 1977 seinen B.A. in Politikwissenschaften (Government) an der Harvard University, wo er 1982 auch den Ph.D. in Politikwissenschaft erhielt. Während seiner Doktorandenzeit absolvierte er das Reserve Officer Training Corps (ROTC) am Massachusetts Institute of Technology. Von 1982 bis 1985 war er Assistenzprofessor für Government und Assistenzdekan in Harvard. Danach unterrichtete er vier Jahre lang am Naval War College im Dezernat für Strategie. 1990 arbeitete er kurzfristig am Grundsatzpapier des US-Verteidigungsministers mit und trat im selben Jahr seine Position am SAIS an. Nach dem Zweiten Golfkrieg 1990/91 führte er die Gulf War Air Power Survey der United States Air Force durch, für die er den Exemplary Civilian Service Award der Air Force erhielt. Auf diese Analyse der Effizienz der US-Luftwaffe wird im Konzept der Revolution militärischer Angelegenheiten häufig Bezug genommen.
Als zu Beginn des Jahres 1997 das Project for the New American Century geschaffen wurde, gehörte Cohen zu den Gründungsmitgliedern. Seit dem Amtsantritt von Präsident George W. Bush saß er dann im Defense Policy Board Advisor Committee, einer Kommission des U.S. Verteidigungsministeriums bestehend aus zivilen Mitgliedern und Offizieren außer Dienst. Nach eigener Aussage hat er diese Anstellung Richard Perle zu verdanken, der als Vorsitzender seinen Namen rühmte. Im Vorfeld des Irakkrieges war Cohen im Committee for the Liberation of Iraq tätig, einer NGO, die auf eine Invasion drang.
Im März 2007 wurde er von Außenministerin Condoleezza Rice zu ihrem Berater im State Department ernannt, wo er Philip D. Zelikow ersetzte.

## Politische Positionen

### US-Außenpolitik
Cohen war einer der ersten, die einen Krieg gegen Irak und Iran propagierten. In einem Kommentar für das Wall Street Journal im Jahr 2001 nannte er den Krieg gegen den Terror den „Vierten Weltkrieg“ und bezeichnete einen Regimewechsel im Iran als weise, moralisch und als bei einigen Verbündeten unbeliebt. Weiterhin verglich er die Wichtigkeit eines solchen Unterfangens mit der Gefangennahme Osama bin Ladens. In einem weiteren Artikel 2001 empfahl er wieder einen Krieg gegen den Irak und bezeichnete diesen Plan sogar als mühelos durchführbar, wobei der Irakische Nationalkongress mit Unterstützung der US-Armee einen Sturz Saddam Husseins herbeiführen könnte. Cohen brachte Hussein zudem mit Terror, den Anschlägen vom 11. September und einem Attentat auf George Bush in Verbindung. Zum Irak behauptete er weiter, dass unter den Sanktionen nur die Iraker und nicht deren Regierung litten und dass Saddam durch das Umgehen der Sanktionen seitens Russlands, Chinas und Frankreichs weiter Material für Massenvernichtungswaffen sammelt. Er verteidigte den Militäreinsatz auch dann noch, als sein Sohn mit der Armee in den Irak geschickt wurde.

### The Israel Lobby and U.S. Foreign Policy
Der Aufsatz The Israel Lobby and U.S. Foreign Policy (2006) der Politologen Stephen M. Walt und John J. Mearsheimer wurde von Cohen heftig kritisiert. In einem Editorial in der Washington Post bezeichnete er ihn als antisemitisch, da darin irrationale Vorurteile gegen Juden vorgebracht würden, die sie als unloyal, subversiv und betrügerisch darstellen. Dem Aufsatz zufolge hätten die Juden nahezu okkulte Kräfte und würden auf geheimen Wegen die öffentliche Politik beeinflussen, die dann den eigentlichen Interessen des Landes zuwiderliefe. Mearsheimer und Walt erwiderten, ihnen ginge es lediglich darum, die Politik des Staates Israel und die amerikanisch-jüdische Lobby zu kritisieren.

## Bibliografie
- Citizens and Soldiers: The Dilemmas of Military Service (1985) ISBN 0-8014-9719-1.
- Military Misfortunes: The Anatomy of Failure in War, Free Press, 1990, ISBN 0-02-906060-5.
- Mit Thomas A. Keaney, Gulf War Air Power Survey Summary Report, United States Government Printing, 1993, ISBN 0-16-041950-6.
- Mit Keaney, Revolution in Warfare?: Air Power in the Persian Gulf, Naval Institute Press, 1995, ISBN 1-55750-131-9
- Knives, Tanks, and Missiles: Israel's Security Revolution, Washington Institute for Near East Policy, 1998, ISBN 0-944029-72-8.
- Editor neben John Bayliss et al. Strategy in the Contemporary World: Introduction to Strategic Studies, Oxford University Press, 2002, ISBN 0-19-878273-X.
- Mit Andrew Bacevich, War Over Kosovo, Columbia University Press, 2002, ISBN 0-231-12482-1.
- Supreme Command: Soldiers, Statesmen, and Leadership in Wartime, Free Press, 2002, ISBN 0-7432-3049-3.
- A Clarifying Moment in American History, in: The Atlantic, 29. Januar 2017.